# 梵海龙属
梵海龍屬，為輻鰭魚綱棘背魚目海龍科的其中一屬。

## 下属物种
- 珍珠梵海龍（Vanacampus margaritifer）
- 菲氏梵海龍（Vanacampus phillipi）
- 長吻梵海龍（Vanacampus poecilolaemus）
- 佛氏梵海龍（Vanacampus vercoi）